# Курляндский, Борис Аронович
Борис Аронович Курляндский (2 июня 1929, Харьков, УССР, СССР — 17 июня 2018, Москва, Россия) — советский и российский ученый-токсиколог, член-корреспондент РАМН (2004), член-корреспондент РАН (2014).

## Биография
Родился 2 июня 1929 года в Харькове.
В 1953 году — окончил санитарно-гигиенический факультет 1-го Московского медицинского института.
После окончания ВУЗа работал в должности главного врача (начальника) СЭС-2, а затем ДорСЭС Карагандинской железной дороги в г. Акмолинске (Казахская ССР).
С 1957 по 1960 годы — учёба в аспирантуре при кафедре промышленной гигиены ЦИУВ.
С 1960 по 1962 годы — младший научный сотрудник НИИ гигиены детей и подростков АМН СССР.
С 1962 года — работал в санитарной службе Москвы, где руководил созданием и работой первой в системе государственного санитарного надзора токсикологической лаборатории МосгорСЭС.
В 1962 году — защитил кандидатскую, а в 1971 году — докторскую диссертацию.
С 1978 по 1992 годы — заведующий созданной при его участии лаборатории 7-3 (гигиены и токсикологии) НИОПИК.
В 1987 году — присвоено учёное звание профессора.
С 1992 по 2009 годы — директор Российского регистра потенциально опасных химических и биологических веществ Роспотребнадзора.
В 2004 году — избран членом-корреспондентом РАМН.
В 2014 году — стал членом-корреспондентом РАН (в рамках присоединения РАМН и РАСХН к РАН).
Умер 17 июня 2018 года в Москве, похоронен в колумбарии Новодевичьего кладбища.

## Научная деятельность
Внес большой вклад в развитие советской и российской токсикологии.
Исследовал теоретические и прикладные проблемы общей и профилактической токсикологии, детально разработал концепцию смены фаз реактивности организма при длительном воздействии химических веществ, впервые разработал экспериментальную модель индуцирования злокачественных новообразований на фоне изменённой реактивности организма.
Провел большую работу по изучению канцерогенных свойств веществ и количественной оценке канцерогенной опасности в том числе таких соединений, как бензидин, дианизидин, винилхлорид, впервые разработал количественную классификацию опасности химических канцерогенов и предложил оригинальную методику их гигиенического регламентирования.
Автор 462 работ, в том числе 3 монографий, фундаментального руководства «Общая токсикология», учебника, 2 многотомных справочников, авторского свидетельства.
Под его руководством выполнено и защищено 13 кандидатских и 4 докторских диссертации.
Инициатор создания в 1993 году и бессменный главный редактор журнала «Токсикологический вестник».

## Награды
- Орден «Знак Почёта»
- Орден Дружбы (1999)[4]
- Медаль «За доблестный труд в Великой Отечественной войне 1941—1945 гг.»
- Золотая медаль ВДНХ СССР (1987) — за разработку и внедрение в химической промышленности отраслевой информационно-поисковой системы «Токсикология АКП»